# Mundochthonius singularis
Mundochthonius singularis är en spindeldjursart som beskrevs av William B. Muchmore 200. Mundochthonius singularis ingår i släktet Mundochthonius och familjen käkklokrypare. Inga underarter finns listade i Catalogue of Life.